# ليه رودس
ليه رودس (بالإنجليزية: Lis Rhodes)‏ هي مخرجة بريطانية، ولدت في 1942 في كورنوال في المملكة المتحدة.

## وصلات خارجية
- ليه رودس على موقع IMDb (الإنجليزية)
- ليه رودس على موقع قاعدة بيانات الفيلم (الإنجليزية)